# Chêne-Bougeries
« Conches (Genève) » redirige ici. Pour les autres significations, voir Conches.
Pour les articles homonymes, voir Chêne (homonymie).
Ne doit pas être confondu avec Chêne-Bourg.
Chêne-Bougeries est une commune suisse du canton de Genève, elle englobe plusieurs quartiers à la périphérie de la ville de Genève.

## Géographie
La commune de Chêne-Bougeries est située à l'est de la ville de Genève, qu'elle jouxte. La majeure partie de son territoire est classée en zone villa avec par exemple le quartier de Conches, l'autre partie est classée zone immeuble avec par exemple le quartier de la Gradelle.
La commune de Chêne-Bougeries s'étend sur 4,13 km2. 83,1 % de cette superficie correspond à des surfaces d'habitat ou d'infrastructure, 10,1 % à des surfaces agricoles, 5,8 % à des surfaces boisées et 1,0 % à des surfaces improductives.
La commune comprend les quartiers de Conches, Grange-Canal, la Gradelle. Elle est limitrophe de Cologny, Vandœuvres, Chêne-Bourg, Thônex, Veyrier et Genève.

### Lieux-dits

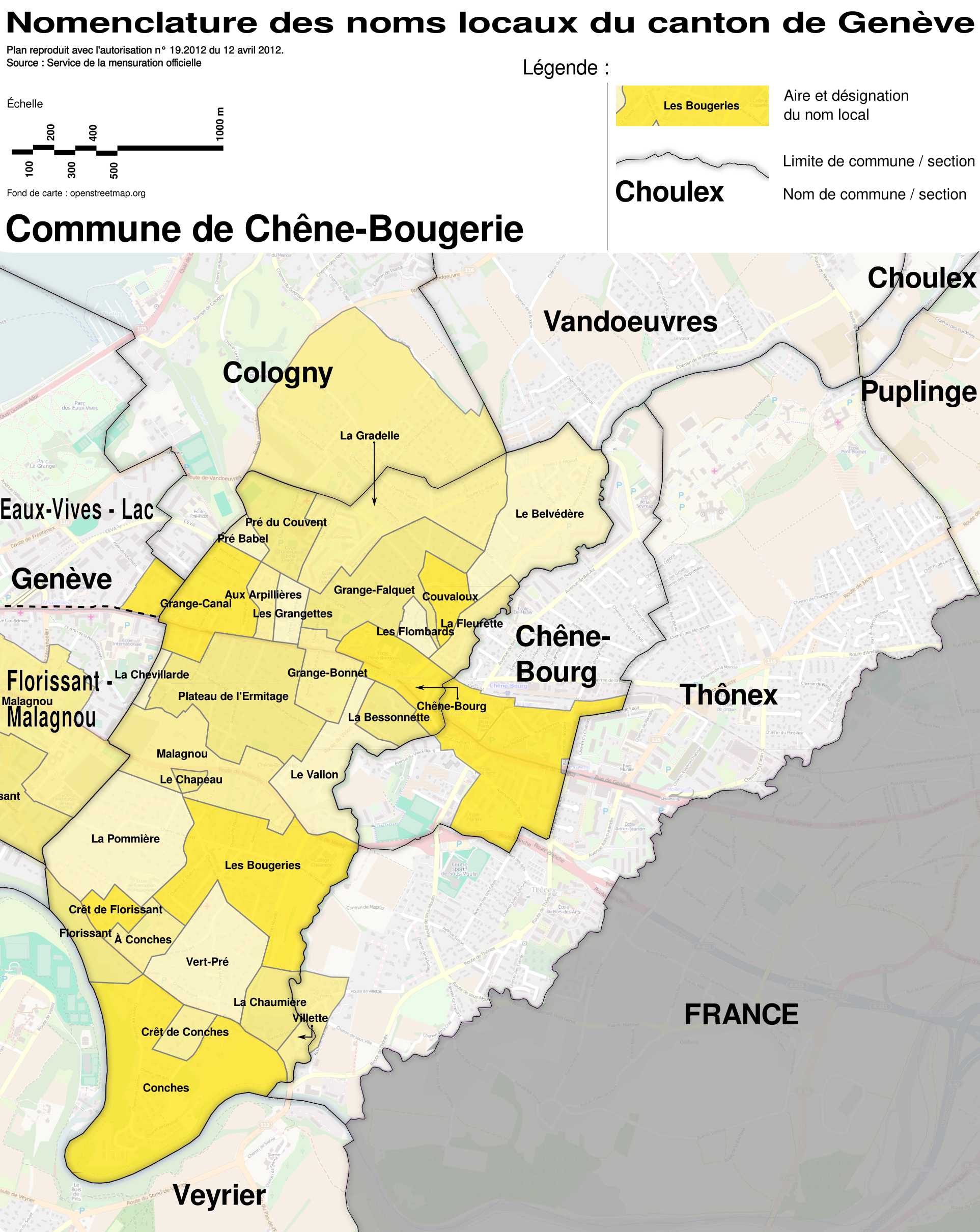
Les lieux-dits de la commune de Chêne-Bougeries.

La nomenclature des lieux-dits de la commune a été établie entre 1932 et 1953 lors de la création du plan d'ensemble du canton de Genève.

#### Conches
Le quartier de Conches se trouve entre le quartier de Florissant et la commune de Veyrier, sur la commune de Chêne-Bougeries et est limité au sud par une boucle de l'Arve.
Les habitants du quartier se nomment les Conchois.
De 1976 à 2013, on y trouve l'annexe du musée d'ethnographie de Genève dans l'ancienne maison Lombard, au 7, chemin Calandrini. Depuis le 3 octobre 2015, la Maison de la Créativité y prend place, et offre un espace de rencontre ludique et culture, pour les enfants jusqu'à 6 ans et leurs parents.

## Population

### Gentilé
Les habitants de la commune se nomment les Chênois.

### Démographie
La commune compte 13 876 habitants au 31 décembre 2023 pour une densité de population de 3 360 hab/km2. Sur la période 2010-2023, sa population a augmenté de 33,4 % (canton : 14,6 % ; Suisse : 9,4 %).  

## Politique et administration
Le Conseil administratif est composé de 3 conseillers administratifs, dont l'un est nommé maire pour une année. Les trois conseillers se répartissent les dicastères pour la législature de 5 ans.
Le Conseil municipal est composé de 27 membres. Il est dirigé par un bureau composé d'un président, d'un vice-président et d'un secrétaire. Des commissions, dans lesquelles les partis élus au conseil municipal sont représentés par 1 ou 2 commissaires, proportionnellement à leur nombre de sièges en plénière, traitent des sujets particuliers : finances, bâtiments, affaires sociales, etc.

### Membres du Conseil administratif (législature 2025-2030)
L'exécutif de la commune, entré en fonction le 1er juin 2025, se compose de la façon suivante :
| Identité         | Étiquette | Étiquette | Fonction (Période 2025-2026) | Dicastères                                                                                                  |
| ---------------- | --------- | --------- | ---------------------------- | --- |
| Florian Gross    |           | Les Verts | Maire                        | Administration Biodiversité et espaces extérieurs Finances, contrôle de gestion, qualités et risques Sports |
| William Locher   |           | PLR       | Vice-président               | Bâtiments, infrastructures Logement Sécurité et mobilité                                                    |
| Florence Lambert |           | PLR       | Membre                       | Cohésion sociale, santé et emploi Culture et manifestations Petite enfance, jeunesse et écoles Territoire   |

### Liste des conseillers administratifs
| Période                                  | Période     | Identité                  | Étiquette | Étiquette      | Qualité |
| ---------------------------------------- | ----------- | ------------------------- | --------- | -------------- | --- |
| Les données manquantes sont à compléter. |             |                           |           |                | |
| 1er juin 1979                            | 31 mai 1991 | Pierre Kyburz             |           | PLS            | -Maire en 1983-1984, 1986-1987, 1987-1988 et 1990-1991 -Président de l'Association des communes genevoises de 1988 à 1991 |
| 1er juin 1991                            | 31 mai 2003 | Marie-Alix Gouda          |           | PRD            | |
| 1er juin 1995                            | 31 mai 2003 | François Grosjean         |           | Avenir Chênois | Député au Grand Conseil du canton de Genève de 1989 à 1993                                                                |
| 1er juin 1999                            | 31 mai 2015 | Béatrice Grandjean-Kyburz |           | PLR            | |
| 1er juin 2003                            | 31 mai 2007 | Claude Rivoire            |           | PLS            | |
| 1er juin 2003                            | 31 mai 2011 | Emile Biedermann          |           | PLR            | |
| 1er juin 2007                            | 31 mai 2011 | Francis Walpen            |           | PLR            | Député au Grand Conseil du canton de Genève de 2005 à 2013                                                                |
| 1er juin 2011                            | 31 mai 2020 | Jean Locher               |           | PLR            | Maire en 2015-2016 et 2019-2020                                                                                           |
| 1er juin 2011                            | 31 mai 2025 | Jean-Michel Karr          |           | Les Verts      | Maire en 2017-2018, 2020-2021 et 2023-2024                                                                                |
| 1er juin 2015                            | 31 mai 2025 | Marion Garcia-Bedetti     |           | PLR            | Maire en 2016-2017, 2018-2019 et 2022-2023                                                                                |
| 1er juin 2020                            | en cours    | Florian Gross             |           | Les Verts      | Maire en 2021-2022 et depuis le 1er juin 2024                                                                             |
| 1er juin 2025                            | en cours    | William Locher            |           | PLR            | |
| 1er juin 2025                            | en cours    | Florence Lambert          |           | PLR            | |

### Conseil municipal (législature 2025-2030)
Lors des élections municipales du 23 mars 2025, le Conseil municipal, composé de 27 membres, est renouvelé et représenté de la façon suivante : 
| Parti                              | Voix  | Suffrages en % | +/-   | Sièges  | +/- |
| ---------------------------------- | ----- | -------------- | ----- | ------- | --- |
| Parti libéral-radical (PLR)        | 1’224 | 37,80 %        | 2,64  | 11 / 27 | 0   |
| Les Verts (PES)                    | 623   | 19,35 %        | 15,33 | 6 / 27  | 4   |
| Hors partis - ici-Chene-Bougeries  | 449   | 14,05 %        | 14,05 | 4 / 27  | 4   |
| Renouveau Chênois                  | 411   | 13,11 %        | 13,11 | 4 / 27  | 4   |
| Alternatives pour Chêne-Bougeries  | 283   | 9,05 %         | 2,19  | 2 / 27  | 1   |
| Union démocratique du centre (UDC) | 212   | 6,64 %         | 6,64  | 0 / 27  | 0   |

## Culture et patrimoine

### Héraldique
| Blason | Blasonnement : D'argent au chêne au naturel. Commentaires : Description alternative : D'argent au chêne arraché au naturel. |

### Patrimoine bâti
La forme elliptique du temple de Chêne-Bougeries est bien particulière, liée à la foi protestante. Ce bâtiment a été inauguré en 1758, sur les plans de Jean-Louis Calandrini. Le temple est un monument historique du canton de Genève depuis 1921 et fait partie de l'inventaire suisse des biens culturels d'importance nationale et régionale depuis 1959, tout comme l'ancienne Grange Falquet.

### Personnalités liées
- Alain Delon (1935-2024) a vécu à Chêne-Bougeries où il s'est installé en 1985 avec ses deux enfants Anoushka (née en 1990) et Alain Delon Jr. (né en 1994). Il obtient la naturalisation suisse le 23 septembre 1999[14].
- Albert Schmidt (1883-1970), peintre suisse, y est décédé.
- Bernard Haller (1933-2009) y est inhumé.
- David Rihs (1970-), journaliste et producteur, y est né.
- Edmond Liechti (1927-2021), cinéaste et animateur, y a vécu de 1973 à 2021.
- Edmond Loichot (1905-1989). footballeur suisse, y a vécu et y est décédé.
- Erik Truffaz (1960-), trompettiste de jazz, y est né.
- Jean-Pierre Cot (1937-), ancien ministre français, y est né.
- Jean-Pierre Saint-Ours (1752-1809) y est inhumé.
- Kevin Mbabu (1995-), footballeur suisse, y est né.
- Napoléon Aubin (1812-1890), journaliste, éditeur, homme de théâtre et de sciences, est né à Chêne-Bougeries, alors en territoire français, et mort à Montréal[15].
- Nicolas Vouilloz (2001-), footballeur suisse, y est né.
- Nouria Hernandez (1957-), biologiste suisse, y est née.
- Valère Novarina (1942-), auteur, metteur en scène et peintre, y est né.

## Accessibilité
Pour se rendre à Chêne-Bougeries, on peut prendre différentes lignes de bus.
Les lignes de bus vers Chêne-Bougeries sont :
- A, Gy, Temple
- 1, Genève, Jardin Botanique
- 9, Vernier, Lignon Tours
- 33, Puplinge , Marquis
- 5, Thônex, Vallard
- 25, Thônex, Vallard
- B, Genève-Eaux-Vives, Gare
- 34, Chêne-Bougeries, Conches Place